# Gemonde
Gemonde est un village situé dans la commune néerlandaise de Saint-Michel-Gestel, dans la province du Brabant-Septentrional. Le 1er janvier 2007, le village comptait environ 2 200 habitants.

## Histoire
Après la fusion des communes en 1997, Gemonde appartenait à quatre communes différentes : Boxtel, Schijndel, Rhode-Saint-Oude et Saint-Michel-Gestel. Il a alors été décidé de regrouper le village dans une même commune.